# NGC 2840
NGC 2840 (również PGC 26445 lub UGC 4960) – galaktyka spiralna z poprzeczką (SBbc), znajdująca się w gwiazdozbiorze Rysia. Odkrył ją William Herschel 10 marca 1790 roku.